# Eristalis arbustorum
Espèce
Synonymes
- E. lyra (Harris, 1776)
- E. nemorum (Linnaeus 1758)
- E. paralleli (Harris, 1776)
- E. parralleli (Harris, 1782)
- Musca arbustorum Linnaeus 1758
- Musca lyra Harris, 1776
- Musca nemorum Linnaeus 1758
- Musca paralleli Harris, 1776
- Musca parralleli Harris, 1782[1]

Eristalis arbustorum, l'éristale des arbustes, est une espèce d'insecte diptère du sous-ordre des Brachycera (les Brachycera sont des mouches muscoïdes aux antennes courtes), de la famille des Syrphidae.
Plus petite que l'éristale gluante (Eristalis tenax), que l'éristale opiniâtre (Eristalis pertinax), on peut observer les imagos d'avril à octobre, butinant les fleurs dans les endroits ensoleillés.

## Galerie

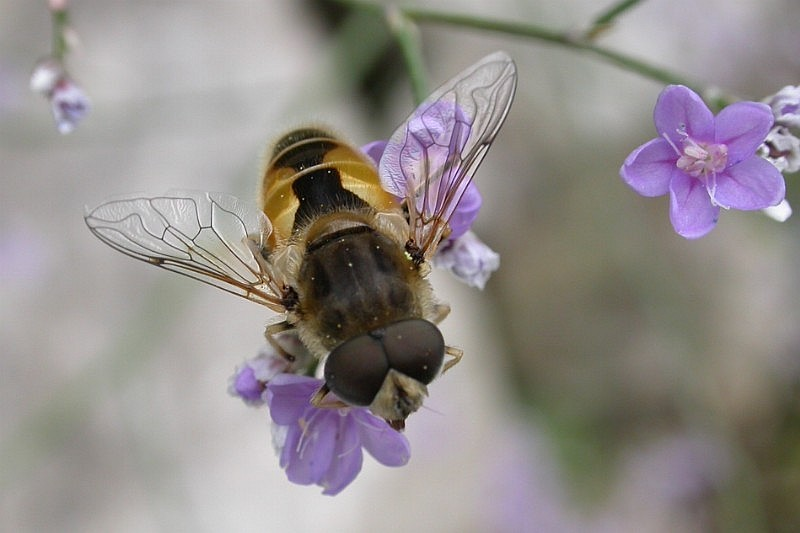
Eristalis arbustorum mâle
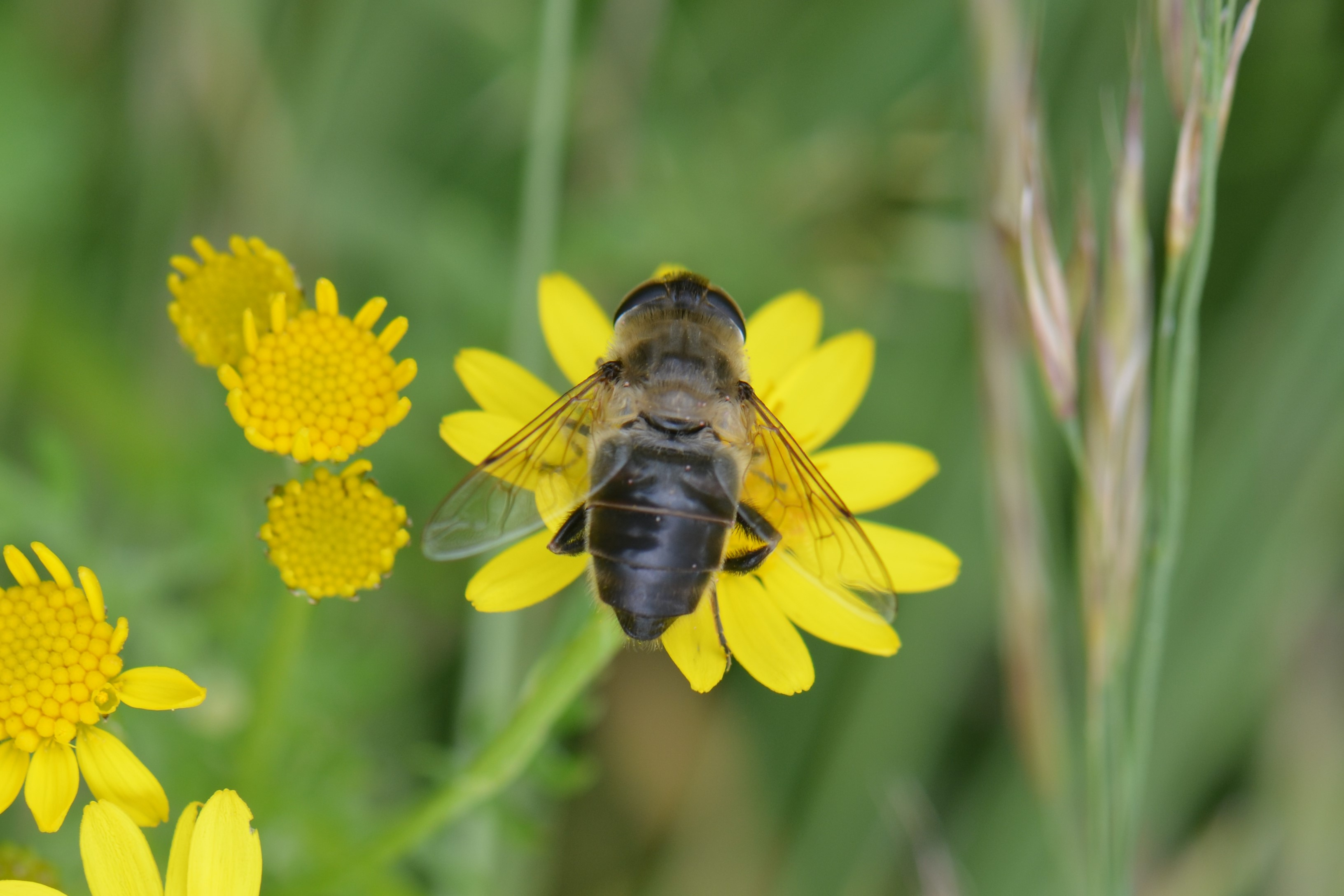
Eristalis arbustorum femelle